# Digitaria pampinosa
Digitaria pampinosa är en gräsart som beskrevs av Johannes Jan Theodoor Henrard. Digitaria pampinosa ingår i släktet fingerhirser, och familjen gräs. Inga underarter finns listade i Catalogue of Life.